# Miralda
Miralda är ett släkte av snäckor. Miralda ingår i familjen Pyramidellidae.
Kladogram enligt Catalogue of Life:
| Miralda | \| \| Miralda havanensis \| \| \| \| \| \| Miralda paulbartschi \| \| \| \| \| \| Miralda scopulorum \| \| \| \| |
|         | \| \| Miralda havanensis \| \| \| \| \| \| Miralda paulbartschi \| \| \| \| \| \| Miralda scopulorum \| \| \| \| |
|         | Miralda havanensis                                                                                               |
|         | |
|         | Miralda paulbartschi                                                                                             |
|         | |
|         | Miralda scopulorum                                                                                               |
|         | |

## Bildgalleri

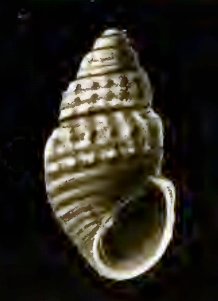
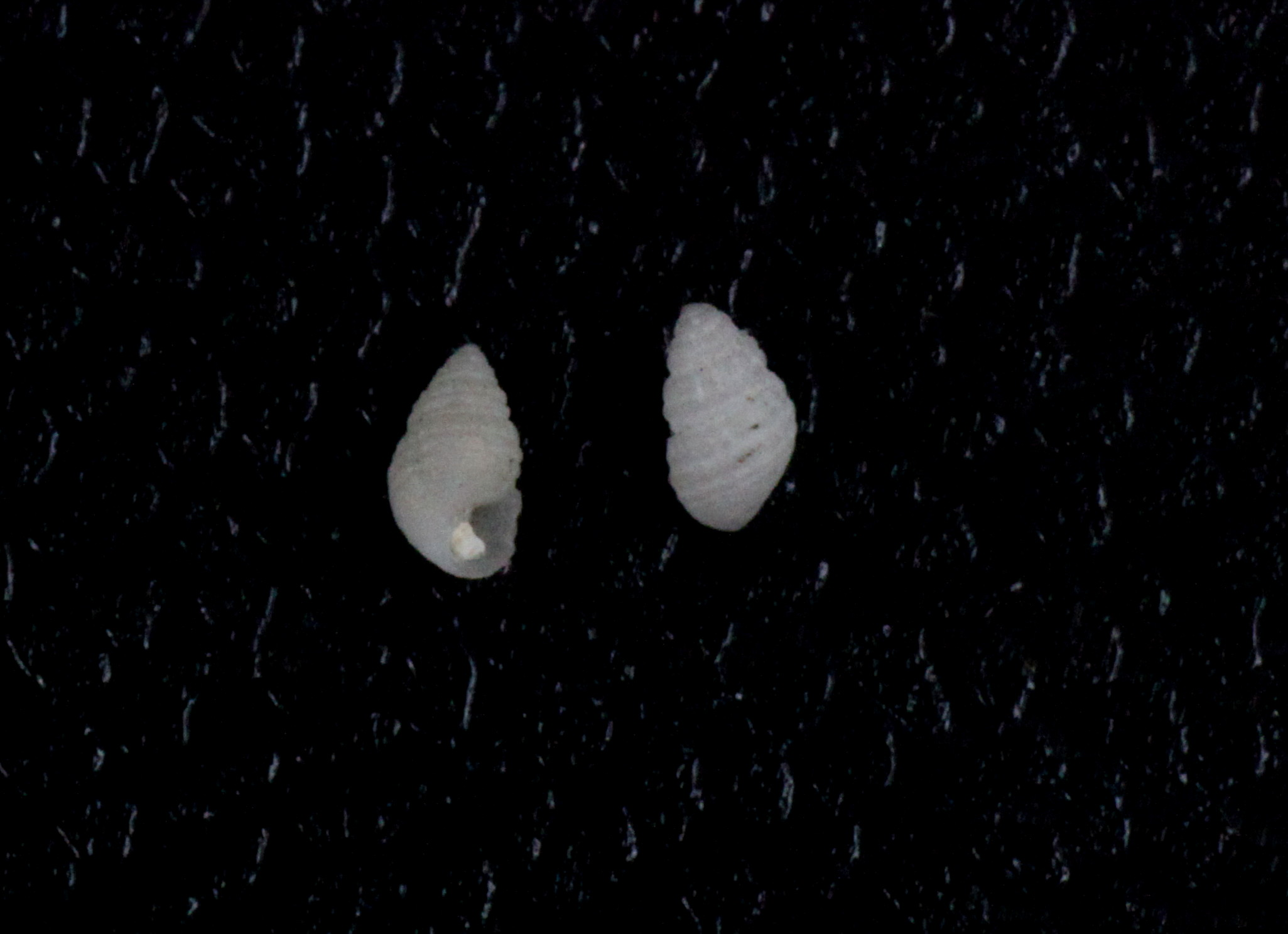
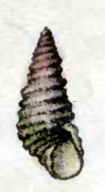
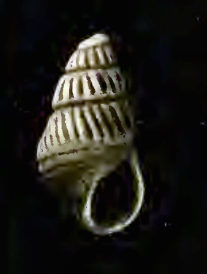